# Mistrzostwa Świata w Kolarstwie BMX 2007
12. Mistrzostwa świata w kolarstwie BMX 2007 odbyły się w kanadyjskiej Victorii, w dniach 26 – 29 lipca 2007 roku. W programie znalazło się osiem konkurencji: wyścig elite i juniorów oraz cruiser elite i juniorów, zarówno dla kobiet jak i mężczyzn. W klasyfikacji medalowej zwyciężyli reprezentanci Francji zdobywając łącznie trzy medale, w tym dwa złote.

## Medaliści
| Konkurencja:          | Złoto:          | Srebro:              | Brąz:              |
| Klasyfikacja mężczyzn |                 |                      |                    |
| Elite                 | Kyle Bennett    | Khalen Young         | Randy Stumpfhauser |
| Cruiser               | Jonathan Suárez | Danny Caluag         | Kelvin Batey       |
| Juniorzy              | Yvan Lapraz     | Joey Bradford        | Logan Collins      |
| Cruiser juniorzy      | Fausto Endara   | Yvan Lapraz          | George Sowers      |
| Klasyfikacja kobiet   |                 |                      |                    |
| Elite                 | Shanaze Reade   | Sarah Walker         | Jana Horáková      |
| Cruiser               | Sarah Walker    | Aneta Hladíková      | Amélie Despeaux    |
| Juniorki              | Magalie Pottier | María Eugenia Ruarte | Lieke Klaus        |
| Cruiser juniorki      | Magalie Pottier | Romana Labounková    | Joyce Seesing      |

## Tabela medalowa
| Miejsce | Państwo           | Złoto | Srebro | Brąz | Razem |
| ------- | ----------------- | ----- | ------ | ---- | ----- |
| 1       | Francja           | 2     | 0      | 1    | 3     |
| 2       | Stany Zjednoczone | 1     | 2      | 3    | 6     |
| 3       | Nowa Zelandia     | 1     | 1      | 0    | 2     |
|         | Szwajcaria        | 1     | 1      | 0    | 2     |
| 5       | Wielka Brytania   | 1     | 0      | 1    | 2     |
| 6       | Kolumbia          | 1     | 0      | 0    | 1     |
|         | Wenezuela         | 1     | 0      | 0    | 1     |
| 8       | Czechy            | 0     | 2      | 1    | 3     |
| 9       | Argentyna         | 0     | 1      | 0    | 1     |
|         | Australia         | 0     | 1      | 0    | 1     |
| 11      | Holandia          | 0     | 0      | 2    | 2     |